# FA Cup 1962-1963
La FA Cup 1962-1963 è stata l'ottantaduesima edizione della competizione calcistica più antica del mondo. È stata vinta dal Manchester United, vincitore della finale disputata contro il Leicester City.

## Incontri

### Sedicesimi di finale
Gli incontri sono stati disputati tra il 26 gennaio e il 19 marzo 1963.
|                        | Risultato |                   | Prima ripetizione | Seconda ripetizione |  |
| ---------------------- | --------- | ----------------- | ----------------- | ------------------- |  |
| Burnley                | 1 - 1     | Liverpool         | 1 - 2             |                     |  |
| Southampton            | 3 - 1     | Watford           |                   |                     |  |
| Leicester City         | 3 - 1     | Ipswich Town      |                   |                     |  |
| Middlesbrough          | 0 - 2     | Leeds Utd         |                   |                     |  |
| West Bromwich          | 0 - 0     | Nottingham Forest | 1 - 2             |                     |  |
| Swindon Town           | 1 - 5     | Everton           |                   |                     |  |
| Manchester City        | 1 - 0     | Bury              |                   |                     |  |
| Portsmouth             | 1 - 1     | Coventry City     | 2 - 2             | 1 - 2               |  |
| West Ham Utd           | 1 - 0     | Swansea Town      |                   |                     |  |
| Manchester Utd         | 1 - 0     | Aston Villa       |                   |                     |  |
| Norwich City           | 5 - 0     | Newcastle Utd     |                   |                     |  |
| Port Vale              | 1 - 2     | Sheffield Utd     |                   |                     |  |
| Charlton               | 0 - 3     | Chelsea           |                   |                     |  |
| Arsenal                | 2 - 0     | Sheffield Weds    |                   |                     |  |
| Leyton Orient          | 3 - 0     | Derby County      |                   |                     |  |
| Gravesend & Northfleet | 1 - 1     | Sunderland        | 2 - 5             |                     |  |

### Ottavi di finale
Gli incontri sono stati disputati tra il 16 e il 25 marzo 1963.
|                   | Risultato |                | Prima ripetizione |  |
| ----------------- | --------- | -------------- | ----------------- |  |
| Southampton       | 1 - 0     | Sheffield Utd  |                   |  |
| Nottingham Forest | 3 - 0     | Leeds Utd      |                   |  |
| Manchester City   | 1 - 2     | Norwich City   |                   |  |
| Coventry City     | 2 - 1     | Sunderland     |                   |  |
| Manchester Utd    | 2 - 1     | Chelsea        |                   |  |
| West Ham Utd      | 1 - 0     | Everton        |                   |  |
| Arsenal           | 1 - 2     | Liverpool      |                   |  |
| Leyton Orient     | 0 - 1     | Leicester City |                   |  |

### Quarti di finale
Gli incontri sono stati disputati il 30 marzo, i due ripetizioni il 3 e l'8 aprile 1963.
|                   | Risultato |                | Prima ripetizione | Seconda ripetizione |  |
| ----------------- | --------- | -------------- | ----------------- | ------------------- |  |
| Liverpool         | 1 - 0     | West Ham Utd   |                   |                     |  |
| Nottingham Forest | 1 - 1     | Southampton    | 3 - 3             | 0 - 5               |  |
| Coventry City     | 1 - 3     | Manchester Utd |                   |                     |  |
| Norwich City      | 0 - 2     | Leicester City |                   |                     |  |

### Semifinali
Gli incontri sono stati disputati il 27 aprile 1963.
|                | Risultato |             |  |
| -------------- | --------- | ----------- |  |
| Leicester City | 1 - 0     | Liverpool   |  |
| Manchester Utd | 1 - 0     | Southampton |  |

### Finale
| Arbitro: | Ken Aston |

|                                                                                       |            |                                                                                |
| Keyworth 80’                                                                          | Marcatori  | 30’ Law 57’ 85’ Herd                                                           |
| Banks Sjoberg Norman McLintock King Appleton Riley Cross Keyworth Gibson Stringfellow | Formazioni | Gaskell Dunne Cantwell Crerand Foulkes Setters Giles Quixall Herd Law Charlton |
| Matt Gillies                                                                          | Allenatori | Matt Busby                                                                     |